# Komunaryzm
Komunaryzm (albo komunalizm) – pogląd, a także ruch polityczno-ekonomiczny postulujący różne formy życia wspólnotowego w komunach, rozpowszechniony zwłaszcza w XIX wieku oraz w kontrkulturze lat 60.

## Charakterystyka
Komuny jako formy życia wspólnotowego mają historię sięgającą czasów wczesnego chrześcijaństwa; istniały również w Średniowieczu jako niezależne gminy miejskie, były też popularne wśród niemieckich anabaptystów, Braci Polskich, angielskich diggerów. Komunaryzm jako ruch jest jednak tworem dziewiętnastowiecznym, związanym głównie z ruchami polityczno-ekonomicznymi takimi jak owenizm, fourieryzm, a potem również anarchizm.  
W pierwszej połowie XIX w. komunalizm był rozpowszechniony głównie w Stanach Zjednoczonych; w drugiej połowie XIX w. centrum inicjatyw komunarystycznych przesunęło się do Europy Zachodniej i Ameryki Południowej, gdzie europejscy zwolennicy komunaryzmu zakładali swoje wspólnoty (zwłaszcza Brazylii i Paragwaju). 
Większość komun była zakładana na wsi i miała charakter rolniczy, ale wśród anarchistów europejskich popularne były też komuny miejskie.
W XX wieku komunaryzm wpłynął na izraelski ruch kibucowy; nastąpiło też jego odrodzenie w ramach kontrkultury z lat 60.